# Onslunda
Onslunda is een plaats in de gemeente Tomelilla in het Zweedse landschap Skåne en de provincie Skåne län. De plaats heeft 453 inwoners en een oppervlakte van 50 hectare. Onslunda wordt omringd door landbouwgrond (voornamelijk akkers) en ligt zo'n tien kilometer ten noordoosten van de plaats Tomelilla. In Onslunda staat de kerk Onslunda kyrka, deze kerk stamt uit 1862.
Tomelilla · Brösarp · Onslunda · Smedstorp · Lunnarp · Spjutstorp · Eljaröd · Ramsåsa · Benestad · Andrarum